# Prone Lugo Asociación Deportiva
La Prone Lugo Asociación Deportiva, nota come Azkar Lugo Fútbol Sala per motivi di sponsorizzazione, è una squadra di calcio a 5 spagnola.

## Storia
Fondata nel 1984, sale per la prima volta nella prima divisione spagnola al termine della stagione 1999-2000 quando acquista i diritti del CLM Talavera, ma retrocede l'anno dopo. Torna nella massima divisione nella stagione 2002-2003. Come migliore risultato ha una finale di Coppa Nazionale spagnola nella stagione 2004-2005.

## Rosa 2009-2010
| N. |                    | Ruolo | Calciatore                |
| -- | ------------------ | ----- | ------------------------- |
| 1  | Spagna (bandiera)  | POR   | Óscar Iglesias Lamas      |
| 13 | Spagna (bandiera)  | POR   | Antonio Lodeiro Pazos     |
| 17 | Spagna (bandiera)  | POR   | Marcos Costoya Mosteiro   |
| 2  | Spagna (bandiera)  | DIF   | Miguel Castilla Moreno    |
| 7  | Spagna (bandiera)  | LAT   | Adrián Martínez Vara      |
| 8  | Brasile (bandiera) | LAT   | Fernando Nascimento Cosme |
| 12 | Brasile (bandiera) | LAT   | Renato Daniel Ferreira    |
| 14 | Spagna (bandiera)  | LAT   | Miguel Muñoz Martín       |

| N. |                   | Ruolo | Calciatore                 |
| -- | ----------------- | ----- | -------------------------- |
| 16 | Spagna (bandiera) | LAT   | Rafae López Expósito       |
| 19 | Spagna (bandiera) | LAT   | Iago Míguez                |
| 20 | Spagna (bandiera) | LAT   | Jorge Pérez Ceide          |
| 21 | Spagna (bandiera) | LAT   | Alejandro Solloso Bermúdez |
| 22 | Spagna (bandiera) | LAT   | Antonio Diz Teijeiro       |
| 10 | Spagna (bandiera) | PIV   | Jorge Valhermoso Matamoros |
| 18 | Spagna (bandiera) | PIV   | Hugo Sánchez Flores        |

## Palmarès
- 1 Recopa Cup (2005-2006)